# Клансье, Сильвестр
Сильвестр Клансье (фр. Sylvestre Clancier; 19 июня 1946, Лимож) — французский писатель

, поэт, эссеист, редактор. Президент Французского ПЕН-клуба (2005—2012, 2016—2017).

## Биография
Сын писателя и поэта Жоржа-Эммануэля Клансье (1914—2018). В 1980-е годы был соучредителем и директором издания Clancier-Guénaud.
Был генеральным секретарём, затем вице-президентом, в 2016 стал президентом Академии Малларме.
Почётный президент Французского ПЕН-клуба с 2018 года. Администратор Международной ассоциации литературной критики и IMEC (Института памяти современности).
педагог, работал профессором философии в Квебеке и профессором французской литературы и цивилизации в парижских университетах.
Его стихи переведены на английский, хорватский, испанский, греческий, иврит, итальянский, македонский, голландский, португальский, румынский, словацкий и словенский языки.
Лауреат нескольких литературных премий.